# Amephana pallida
Amephana pallida là một loài bướm đêm trong họ Noctuidae.